# RKS Solec Kujawski
RKS Solec Kujawski je dlouhovlnný vysílač v Polsku, který šíří signál Polského Rádia 1 (Jedynky) s výkonem 1200 kW a DAB+. Má 2 stožáry o výšce 289 a 330 m a ještě jeden malý pro šíření mobilního signálu. Ten nejvyšší z nich je osmou nejvyšší stavbou Polska.
Vysílač byl postaven v letech 1998/99 na bývalém vojenském prostoru u města Solec Kujawski, v oblasti dřívější osady „Kabat“, která však byla zničena za druhé světové války, kdy Němci v oblasti zřídili vojenské dělostřelecké a raketové cvičiště.
Nosná frekvence je stejně jako v dřívějších dobách ve vysílači Konstantynow generována sadou dvou vysoce přesných tepelně stabilizovaných křemenných oscilátorů.
|         | Stanice | Kmitočet | Výkon   |
| ------- | ------- | -------- | ------- |
| AM (DV) | Jedynka | 225 kHz  | 1200 kW |

## Externí odkazy

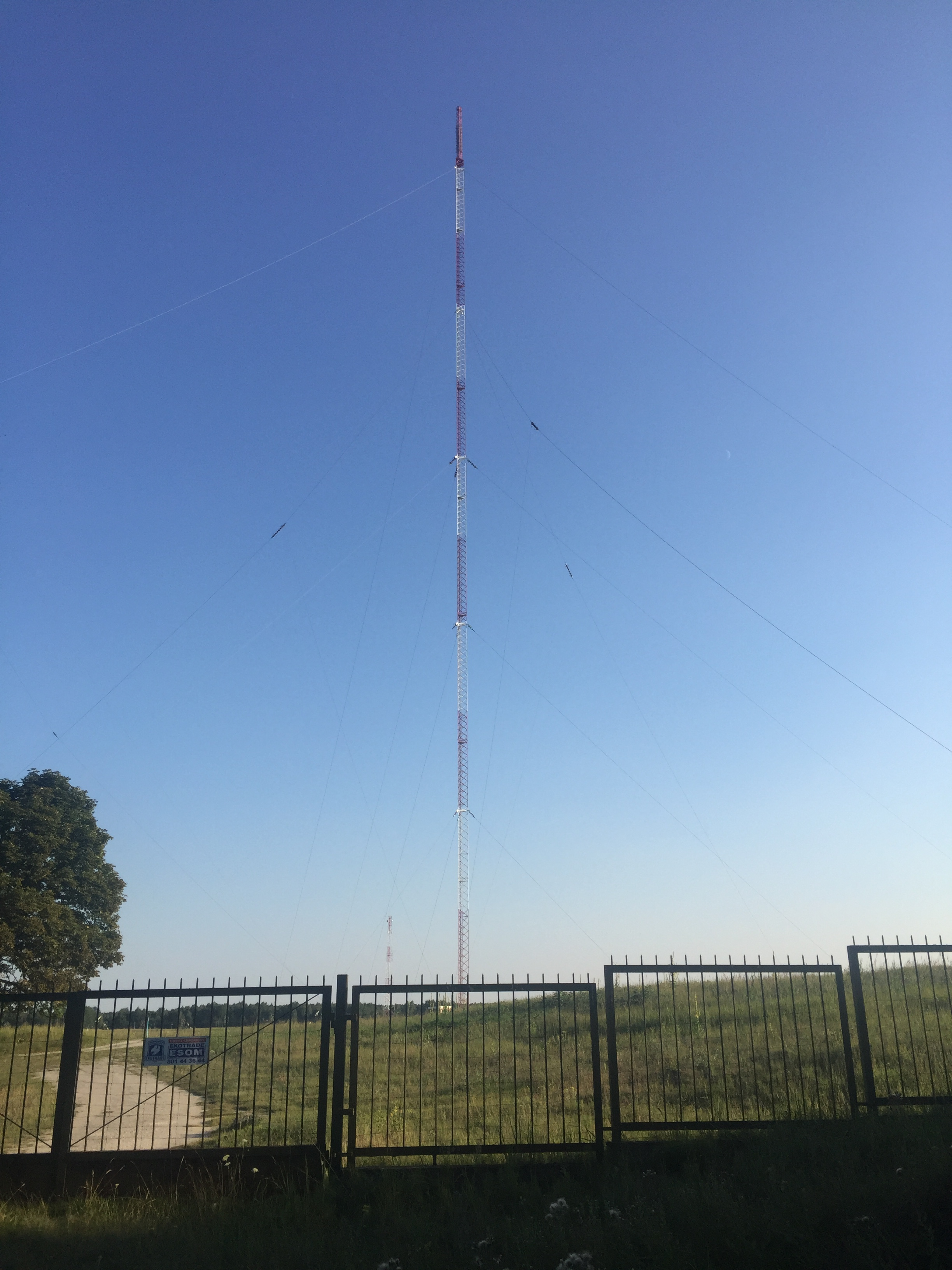
Nejvyšší stožár, na jeho vrcholu umístěn anténní systém pro DAB, pásmo VHF III.